# Full Moon (EP của EXID)
Full Moon là mini-album thứ tư của nhóm nhạc nữ Hàn Quốc EXID dự kiến bắt đầu phát hành vào ngày 7 tháng 11 năm 2017, được sản xuất bởi Banana Culture và phân phối bởi Sony Music. Mini-album đánh dấu sự trở lại của thành viên Solji sau một khoảng thời gian tạm thời dừng hoạt động do gặp vấn đề về sức khỏe. Dù tham gia vào khâu thu âm nhưng cô vẫn sẽ không quảng bá cùng nhóm.

## Bối cảnh và phát hành
Giữa tháng 9 năm 2017, công ty thông báo rằng EXID sẽ phát hành album mới vào cuối tháng 10 và Solji sẽ tham gia vào quá trình thu âm, nhưng các hoạt động khác vẫn cần được bàn bạc thêm. Trước đó cô đã không thể tham gia vào quá trình sản xuất mini-album Eclipse được phát hành vào tháng 4 năm 2017 do phải điều trị chứng cường giáp. Giữa tháng 10, nhóm bắt đầu tung ra những bức ảnh teaser, tiết lộ mini-album sẽ mang tên "Full Moon" và dự kiến phát hành vào ngày 7 tháng 11 năm 2017 vào lúc 6:00 PM (KST). Bài hát chủ để mang tên "DDD" (tiếng Hàn: 덜덜덜; Romaja: Deol Deol Deol).
Tên của mini-album, '"Full Moon" nghĩa là "trăng tròn" muốn ám chỉ việc Solji tham gia thu âm đồng nghĩa với việc EXID đã trở nên hoàn thiện, trong khi tên của mini-album trước đó là "Eclipse", có nghĩa là "nguyệt thực", đại diện cho việc EXID thiếu một thành viên, nhưng sau khi nguyệt thực kết thúc, trăng sẽ lại tròn.
Ngày 1 tháng 11, Banana Culture đưa ra thông báo rằng dù Solji tham gia vào quá trình thu âm cho album nhưng cô vẫn sẽ không quảng bá album cùng với 4 thành viên còn lại.

## Tranh cãi
Ngày 1 tháng 11, có thông tin đưa ra rằng bài hát chủ đề "DDD" đã bị đài KBS kiểm duyệt và cấm phát sóng do chứa những ngôn từ nhạy cảm và chửi thề. KBS cho rằng trong lời bài hát có chữ "쉿" (Swit; bằng với "Suỵt" trong tiếng Việt, được sử dụng khi muốn người khác im lặng) phát âm giống với từ chửi thề "Shit" trong tiếng Anh. EXID chấp nhận sửa lời bài hát khi trình diễn trên các kênh của KBS nhưng sẽ giữ nguyên lời bài hát gốc khi biểu diễn trên các phương tiện truyền thông khác.

## Danh sách bài hát
| STT | Nhan đề                                | Phổ lời                    | Phổ nhạc                                | Sắp xếp                    | Thời lượng |
| --- | -------------------------------------- | -------------------------- | --------------------------------------- | -------------------------- | ---------- |
| 1.  | "DDD" (덜덜덜)                         | Shinsadong Tiger LE V!VE   | Shinsadong Tiger LE V!VE                | Shinsadong Tiger           |            |
| 2.  | "Too Good To Me"                       | LE Big Blade               | LE Big Blade                            | Shinsadong Tiger Big Blade |            |
| 3.  | "In A Dream" (꿈에; Solji Solo)        | Monster Factory            | Monster Factory                         | Monster Factory            |            |
| 4.  | "Alice" (feat. PINKMOON; Junghwa Solo) | PINKMOON pp ( Jeonghwa )   | Shinsadong Tiger PINKMOON pp (Jeonghwa) | Shinsadong Tiger PINKMOON  |            |
| 5.  | "Weeknd" (LE X Hani)                   | Shinsadong Tiger LE V!VE   | Shinsadong Tiger LE V!VE                | Shinsadong Tiger           |            |
| 6.  | "Rainy Day" (서툰 이별; Hyelin Solo)   | Hyelin GALLERY Kim Min-jun | GALLERY bigguyrobin                     | bigguyrobin Midnight       |            |

## Lịch sử phát hành
| Vùng     | Ngày                | Định dạng                | Hãng đĩa       |
| -------- | ------------------- | ------------------------ | -------------- |
| Thế giới | 7 tháng 11 năm 2017 | Tải nhạc kỹ thuật số, CD | Banana Culture |
| Hàn Quốc | 7 tháng 11 năm 2017 | Tải nhạc kỹ thuật số, CD | Banana Culture |